# Kirche und Konvent der Kreuzschwestern (Graz)

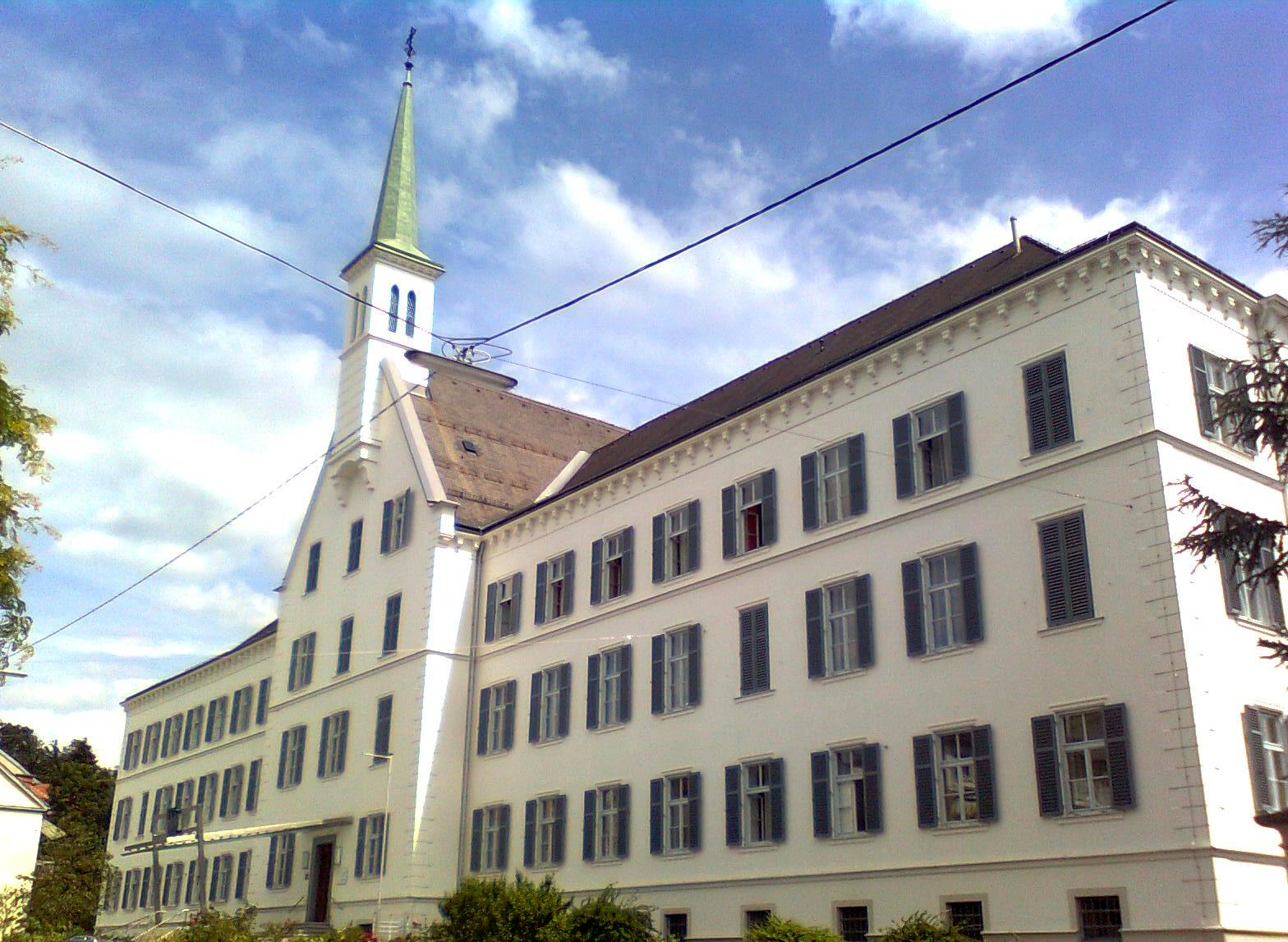
Kirche und Konvent

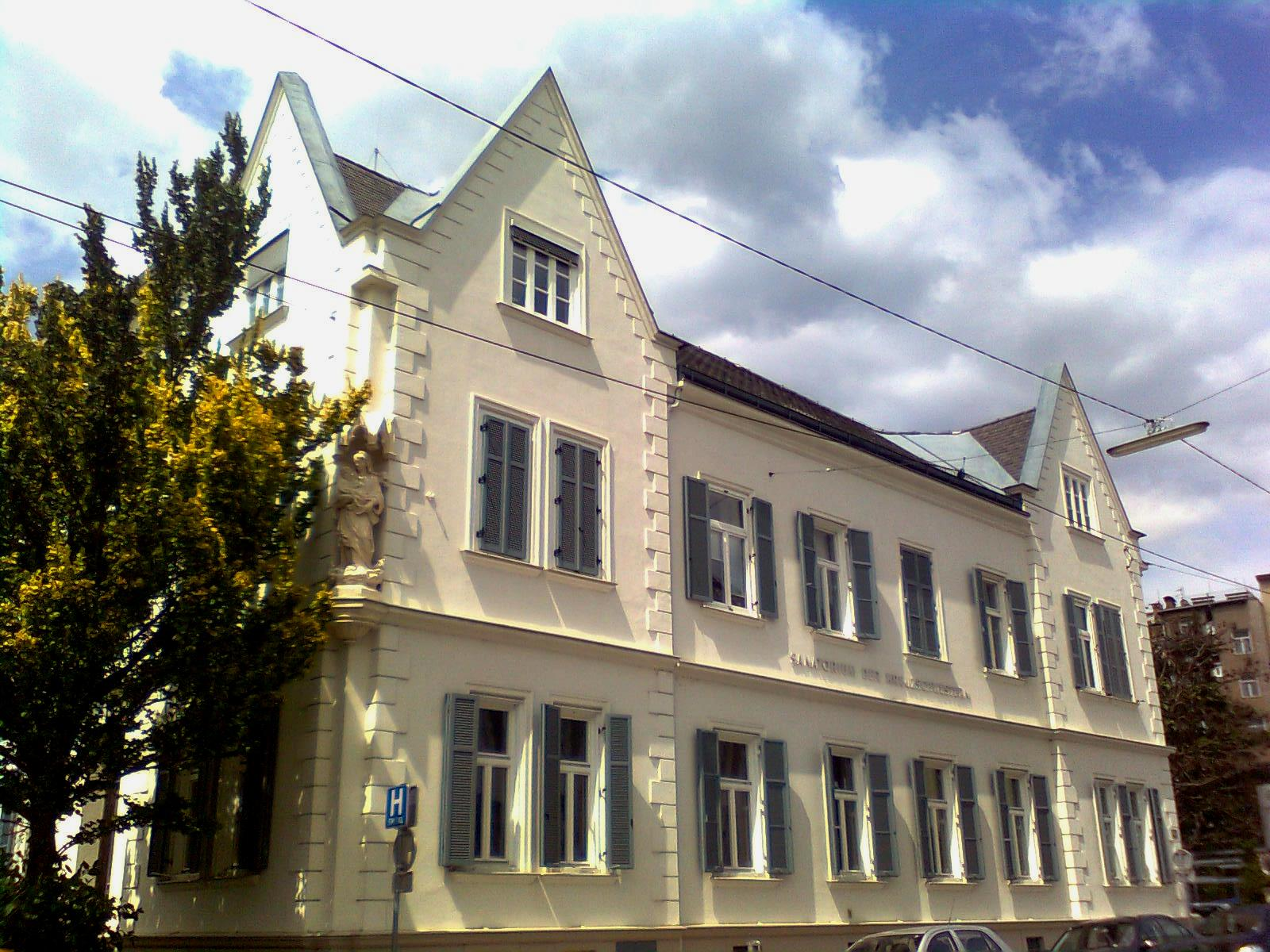
Sanatorium

Die Kirche und der Konvent der Kreuzschwestern befinden sich in der Kreuzgasse im dritten Grazer Stadtbezirk Geidorf. Der Konvent ist eine Niederlassung der Barmherzigen Schwestern vom heiligen Kreuz. Daneben befindet sich das Sanatorium der Kreuzschwestern, ein Allgemeines Krankenhaus. Beide Häuser, Kloster und Stammtrakt der Krankenhausanlage, stehen unter Denkmalschutz.

## Geschichte der Kreuzschwestern in Graz
Die Kongregation der Kreuzschwestern wurde 1856 in der Schweiz gegründet und errichtete schon 1871 in Graz in der Leonhardstraße ein Dienstmädchenasyl. 1872 wurde das Priesterspital in der Grabenstraße gegründet, 1878 Schülerhorte in den Pfarren St. Andrä und Münzgraben und 1885 das Sanatorium Maria Hilf. 1887 wurde das Provinzhaus in der Kreuzgasse errichtet. 1891 übernahmen die Schwestern aus Graz auch die Krankenpflege im Villacher Krankenhaus, woraus sich die dortige Niederlassung entwickelte. 1983 errichtete man das Annaheim in der Riesstraße als konfessionelles Alten- und Pflegeheim. Mittlerweile wurden einige dieser Einrichtungen wegen Nachwuchsmangels der Kreuzschwestern an andere Ordensgemeinschaften übergeben.

## Konvent
Die gesamte Anlage wurde ab dem Jahr 1887 in späthistoristisch-neogotischen Stilformen erbaut. Erst 1891 wurde das Gebäude um eine Kirche und 1904/1905 durch das Josefshaus im Südflügel erweitert. Der Komplex ist langgestreckt und besteht aus vier Geschoßen. In der Mitte der Frontfassade befindet sich ein Mittelrisalit mit spitzhelmbekröntem Giebelreiter. Im Haupthaus lebt auch die Gemeinschaft St. Ulrika für betagte Schwestern. Im Josefshaus ist heute die Wohngemeinschaft St. Josef für betagte Schwestern untergebracht.

## Kirche zum heiligen Kreuz
Die Klosterkirche der Kreuzschwestern ist eine Wandpfeiler-Emporenkirche und wurde 1891 im neogotischen Stil erbaut. Sie besitzt ein einschiffiges Langhaus mit Kreuzgratgewölbe und einer einjochigen Empore. Die Inneneinrichtung ist einheitlich im Stil der Neogotik gehalten. Sämtliche Bildhauerarbeiten stammen von dem Künstler Peter Neuböck.

## Sanatorium
Dem Konventsgebäude der Kreuzschwestern gegenüber befindet sich das von ihnen betreute Sanatorium. Es wurde 1885, zwei Jahre vor der Ordensniederlassung, begründet und 1887 eröffnet. Erweiterungsbauten folgten 1952, 1960 und 1987 (Betten- und OP-Trakt). Seit 1999 wird es als Privatklinik geführt, mit der hausinternen Pflegestation St. Theresia für Schwestern. Mit 130 Betten gehört das Krankenhaus zu den größten privaten Anbietern in der Steiermark. Das Haus ist ein Allgemeines Krankenhaus, mit CT- und MR-Instituten, sowie Endoskopie- und Laboreinrichtungen. Außerdem befindet sich hier die Kapelle Mariahilf. Sie ist mit Glasmalereien der Tiroler Glasmalerei- und Mosaikanstalt ausgestattet.